# Sulzheim (Bavière)
Pour les articles homonymes, voir Sulzheim.
Sulzheim est une commune de Bavière (Allemagne), située dans l'arrondissement de Schweinfurt, dans le district de Basse-Franconie.